# The Road Agent (film, 1926)
Pour les articles homonymes, voir The Road Agent.
Pour plus de détails, voir Fiche technique et Distribution.
The Road Agent est un western muet réalisé aux États-Unis par J. P. McGowan et écrit par Charles Saxton en mai 1926.

## Fiche technique
- Titre : The Road Agent
- Réalisation : J. P. McGowan

## Distribution
- Al Hoxie : L'agent de route
- Reed Jone : Le cow-boy
- Florence Lee : La serveuse du saloon
- Lew Meeham : La charleston
- Leon De La Mothe : Le gerant du saloon
- Frank Ellis : Le musicien du saloon
- Ted Adams : Le clandestin
- Cliff Lyons : Le cow-boy